# 香港校服

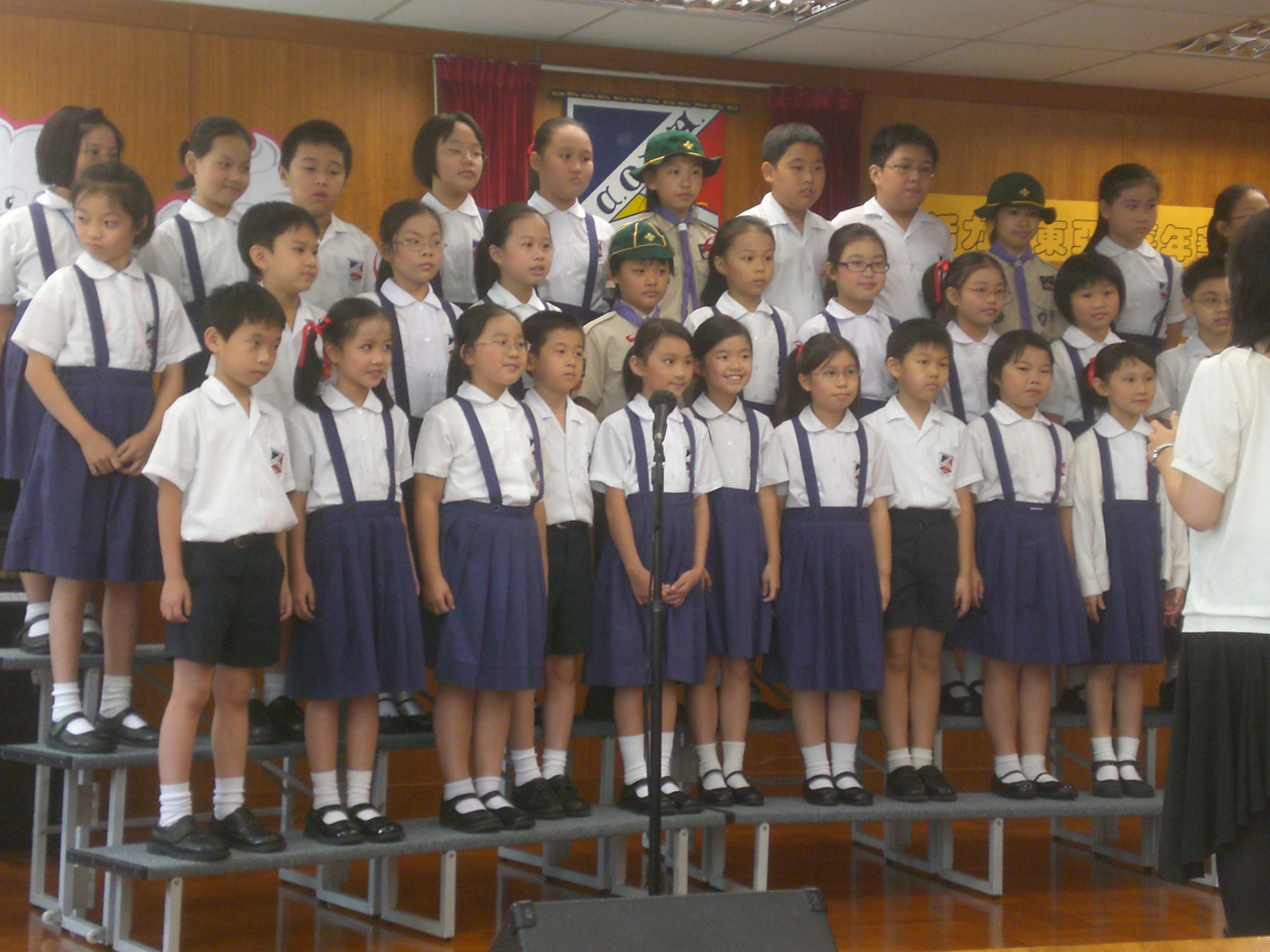
穿著校服的香港小學生，其中女生校服均搭配瑪麗珍鞋。

香港校服是香港學校的制服，絕大多数幼稚园、小学、中学和部份專科課程都要求学生穿着校服。香港的校服款式有很一大部分受到英国殖民统治的影响，具有英式校服特色。

## 歷史
於1918年，聖保羅女書院，即現在的聖保羅男女中學，為了加強學生對學校的歸屬感和身分認同，該校規定學生須穿校服上課，成為全港首間要穿校服的學校。
到了現在，基本上所有學校都有穿校服的要求，而校服的要求也越來越繁複。

## 款式

### 夏季
在夏季，大多数男学生穿短袖恤衫、西裤、皮鞋，白襪穿皮带。但一些学校，在夏季仍要求学生打领带。
女学生在夏季中穿着的校服，款式比男学生多。大部分学校的校服是八幅裙，但一些学校的校服是水手服、恤衫、西裙和旗袍長衫，如香港真光中学。女学生的夏季校服通常是圆领的，但在几间学校，如拔萃女书院，是无领的。很多时候，校服上会缝上蝴蝶结，但也有系上领带的。但是，一些学校的夏季校服既不系蝴蝶结也不系领带。就如同男学生一样，大多数女学生在夏季会系上腰带。
現在香港有十六所中學以長衫為校服，例如真光中學、培道中學、英華女學校等。
在夏天进行体育活动、户外活动时，男女学生都会穿着运动服。

### 冬季
在冬季，男学生会穿上长袖恤衫、V领冷衫（毛衣）或V领单排纽扣冷衫，风褸和在2010年代后已变得少见的校褸。
女学生在冬季中穿着的校服也如同在夏季一样，比男学生多样。部分学校，尤其是女校，仍然在冬季中穿着八幅裙。其他的学校，通常是恤衫加上无袖无领连身裙，还会像男学生一样系上领带，但是也有系上蝴蝶结的。女学生在冬季也会穿上冷衫或校褸。部分夏季穿着旗袍的學校也會一样以旗袍作為校服，不少均穿上长袖旗袍。
學校現在普遍不流行校褸這種較正式和傳統的西服，並逐漸以多功能校褸取代。
在冬天进行体育活动、户外活动时，男女学生都会穿着运动服，有需要时间或加上外套或者风褸。

## 運動鞋
在1998年之前，很多中小學都規定上體育課指定要穿白飯魚，但後來物理治療師發現白飯魚結構單薄，無法完全保護足踝，尤其加重扁平足負擔，最嚴重致腳部變形，隨時傷上加傷，要求學校不要強逼學生穿白飯魚，之後大部份學校都改為全白運動鞋。
在香港的中學，只有救恩書院、皇仁書院、聖芳濟書院、香港浸會大學附屬學校王錦輝中小學、聖類斯中學及荃灣聖芳濟中學、中華基督教會基元中學容許學生在所有上課日子中穿着不限單色的運動鞋。

## 其他类型
通常男小學生在夏季會穿着短西褲，冬季穿著長西褲，男中學生夏季和冬季都是穿著長西褲，而女小學生和女中學生則相差無幾，都是裙，但種類視乎不同學校而異。
在一些学校，在不同年级的学生有不同的校服，比如高年級男学生能够繫与低年級不同的领带，或女学生的校服上的校章颜色不同。

## 另見
- 日本校服
- 大地牌校褸